# Foreign Affair Tour
Foreign Affair Tour foi uma turnê musical feita por Tina Turner em 1990 para promover seu álbum de estúdio, Foreign Affair, a turnê foi patrocinada pela Pepsi. Em um período de seis meses, de abril de 1990 a novembro de 1990, mais de 4 milhões de fãs assistiram aos shows de Tina Turner em uma turnê de 121 shows, na maioria europeus, com 2 shows na Ásia. A turnê ajudou o álbum a vender mais de 10 milhões de cópias no mundo inteiro. A performance da turnê foi filmada em Barcelona, na Espanha e foi lançado como um vídeo, intitulado Do You Want Some Action. A parte européia da turnê superou o recorde antes pertencente a turnê dos Rolling Stones em número de shows na região.

## Set List[3]
1. "Steamy Windows"
2. "Typical Male"
3. "Foreign Affair"
4. "Undercover Agent for the Blues"
5. "Ask Me How I Feel"
6. "We Don't Need Another Hero"
7. "Private Dancer"
8. "I Can't Stand the Rain"
9. "Nutbush City Limits"
10. "Addicted to Love"
11. "The Best"
12. "I Don't Wanna Lose You"
13. "What's Love Got to Do with It?"
14. "Let's Stay Together"
15. "Proud Mary"
16. "What You Get Is What You See"
17. "Show Some Respect"
18. "Better Be Good to Me"
19. "Be Tender with Me Baby"

## Tour[3]
- 27/04/1990  Sportpaleis - Antuérpia, Bélgica
- 28/04/1990  Sportpaleis - Antuérpia, Bélgica

- 01/05/1990  Verona Arena - Verona, Itália
- 03/05/1990  Palatrussardi - Milão, Itália
- 04/05/1990  Palatrussardi - Milão, Itália
- 05/05/1990  Palatrussardi - Milão, Itália
- 07/05/1990  Paleur - Roma, Itália
- 08/05/1990  Stadio Comunale - Cava di'Tirreni, Itália
- 09/05/1990  Palasport - Florência, Itália
- 12/05/1990  Scandinavium - Gotemburgo, Suécia
- 14/05/1990  Helsinki Ice Hall - Helsinki, Finlândia
- 15/05/1990  Helsinki Ice Hall - Helsinki, Finlândia
- 17/05/1990  The Globe - Estocolmo, Suécia
- 18/05/1990  The Globe - Estocolmo, Suécia
- 19/05/1990  The Globe - Estocolmo, Suécia
- 20/05/1990  Valle Hovin Stadium - Oslo, Noruega
- 22/05/1990  Gentofte Stadion - Copenhague, Dinamarca
- 24/05/1990  Wildparkstadion - Karlsruhe, Alemanha
- 26/05/1990  Müngersdorfer Stadion - Colônia, Alemanha
- 27/05/1990  Olympic Stadium - Munique, Alemanha S.O. (70,000)
- 29/05/1990  Waldbühne - Berlim, Alemanha
- 30/05/1990  Waldbühne - Berlim, Alemanha
- 31/05/1990  Waldbühne - Berlim, Alemanha

- 02/06/1990  Neckarstadion - Stuttgart, Alemanha
- 03/06/1990  Waldstadion - Frankfurt, Alemanha
- 04/06/1990  Niedersachsenstadion - Hanôver, Alemanha
- 06/06/1990  Weseremshalle - Oldemburgo, Alemanha
- 07/06/1990  Weseremshalle - Oldemburgo, Alemanha
- 09/06/1990  Weserstadion - Brema, Alemanha
- 10/06/1990  Zeppelinfield Stadium - Nuremberga, Alemanha
- 13/06/1990  Linzer Stadion - Linz, Áustria
- 14/06/1990  Prater Stadion - Viena, Áustria
- 16/06/1990  St. Jakob Stadium - Basle, Suíça
- 17/06/1990  St. Jakob Stadium - Basle, Suíça
- 19/06/1990  Westfalenhalle - Dortmund, Alemanha
- 20/06/1990  Westfalenhalle - Dortmund, Alemanha
- 21/06/1990  Grugahalle - Essen, Alemanha
- 23/06/1990  Feijenoord Stadion - Roterdã, Países Baixos
- 24/06/1990  M.E.C.C Arena - Maastricht, Países Baixos
- 26/06/1990  - La Galaxie Arena Metz, França
- 28/06/1990  Palace of Versailles  - Paris, França
- 30/06/1990  Stade Olympique de la Pontaise - Lausana, Suíça

- 01/07/1990  Cornaredo Stadium - Lugano, Suíça
- 02/07/1990  Halle Tony Garnier - Lyon, França
- 04/07/1990  Plaza de Toros de las Ventas - Madrid, Espanha
- 06/07/1990  Plaça Monumental - Barcelona, Espanha
- 08/07/1990  El Molinón Stadium - Gijón, Espanha
- 11/07/1990  Pratesi Stadium  - Aix-en-Provence, França
- 14/07/1990  National Exhibition Centre - Birmingham, Inglaterra
- 15/07/1990  National Exhibition Centre - Birmingham, Inglaterra
- 17/07/1990  National Exhibition Centre - Birmingham, Inglaterra
- 18/07/1990  National Exhibition Centre - Birmingham, Inglaterra
- 19/07/1990  National Exhibition Centre - Birmingham, Inglaterra
- 21/07/1990  Gateshead International Stadium  - Gateshead, Inglaterra
- 22/07/1990  Gateshead International Stadium - Gateshead, Inglaterra
- 24/07/1990  Portman Road Stadium  - Ipswich, Inglaterra
- 25/07/1990  Portman Road Stadium  - Ipswich, Inglaterra
- 28/07/1990  Woburn Abbey - Woburn, Inglaterra
- 29/07/1990  Woburn Abbey - Woburn, Inglaterra

- 07/08/1990  Stadio Comunale - Albenga, Itália
- 09/08/1990  Stadio Nicola Siri - Bari, Itália
- 11/08/1990  Stadio Comunale - Catanzaro, Itália
- 13/08/1990  Stadio dei Pini - Viareggio, Itália
- 15/08/1990  Stadio Comunale - Lignano, Itália
- 16/08/1990  Aeroporto di Bolzano - Bolzano, Itália
- 18/08/1990  Iugoslávia Radnik Stadion - Velika Gorica, Iugoslávia
- 19/08/1990  Iugoslávia Zemun Stadium - Belgrado, Iugoslávia
- 24/08/1990  Stadion Galgenwaard  - Utrecht, Países Baixos
- 25/08/1990  Wesseinsee - Berlin, Alemanha
- 26/08/1990  Hockenheimring Race Circuit - Hockenheim, Alemanha
- 28/08/1990  Athens Olympic Stadium - Atenas, Grécia

- 02/09/1990  Zentralstadion - Lípsia, Alemanha
- 05/09/1990  Wildparkstadion - Karlsruhe, Alemanha
- 08/09/1990  Prater Stadion - Viena, Áustria
- 16/09/1990  SECC - Glasgow, Escócia
- 17/09/1990  King's Hall - Belfast, Irlanda do Norte
- 19/09/1990  Wembley Arena - Londres, Inglaterra
- 20/09/1990  Wembley Arena - Londres, Inglaterra
- 21/09/1990  Wembley Arena - Londres, Inglaterra
- 22/09/1990  Wembley Arena - Londres, Inglaterra
- 24/09/1990  Wembley Arena - Londres, Inglaterra
- 25/09/1990  Wembley Arena - Londres, Inglaterra
- 26/09/1990  Wembley Arena - Londres, Inglaterra
- 29/09/1990  Estádio José Alvalade - Lisboa, Portugal

- 01/10/1990  Riazor - Corunha, Espanha
- 02/10/1990  Plaza de Bilbao Bilbao, Espanha
- 03/10/1990  Vicente Calderón Stadium, Madrid, Espanha
- 05/10/1990  Estadi Olímpic Lluís Companys - Barcelona, Espanha
- 07/10/1990  Estadi Comunal d'Aixovall Andorra
- 09/10/1990  La Romareda Stadium - Zaragoza, Espanha
- 10/10/1990  Palais Des Sports Toulouse, França
- 11/10/1990  Patinoire de Meriadeck  Bordéus, França
- 13/10/1990  Hallenstadion - Zurique, Suíça
- 15/10/1990  Palais Omnisports de Bercy Paris, França
- 16/10/1990  Palais Omnisports de Bercy Paris, França
- 17/10/1990  Palais de la Beaujoire  Nantes, França
- 19/10/1990  Palais Des Sports Lille, França
- 20/10/1990  Festhalle - Frankfurt, Alemanha
- 21/10/1990  Olympiahalle - Munique, Alemanha
- 22/10/1990  Sporthalle - Cologne, Alemanha
- 24/10/1990  National Exhibition Centre Birmingham, Inglaterra
- 25/10/1990  National Exhibition Centre Birmingham, Inglaterra
- 27/10/1990  Royal Dublin Showground Dublin, Irlanda
- 28/10/1990  Royal Dublin Showground Dublin, Irlanda
- 29/10/1990  Royal Dublin Showground Dublin, Irlanda
- 31/10/1990  Hallenstadion - Zurique, Suíça

- 01/11/1990  Thialf Stadium - Heerenveen, Países Baixos
- 02/11/1990  Ahoy - Roterdã, Países Baixos
- 03/11/1990  Ahoy - Roterdã, Países Baixos
- 04/11/1990  Ahoy - Roterdã, Países Baixos